# Xã Lincoln Valley, Quận Divide, Bắc Dakota
Xã Lincoln Valley (tiếng Anh: Lincoln Valley Township) là một xã thuộc quận Divide, tiểu bang Bắc Dakota, Hoa Kỳ. Năm 2010, dân số của xã này là 22 người.